# Hemipodistra motschulskyi
Hemipodistra motschulskyi là một loài bọ cánh cứng trong họ Cantharidae. Loài này được Kazantsev miêu tả khoa học năm 2001.